# Kaoci
Kaoci (szerbül: Каоци), település Bosznia-Hercegovinában, Srbac községben, Bosanska krajina területén, a Szerb Köztársaságban. 

## Fekvése
Bosznia-Hercegovina északi részén, Banja Lukától légvonalban 48, közúton 58 km-re északkeletre, községközpontjától légvonalban 7, közúton 8 km-re keletre, a Srbac-Derventa főút mentén, 94-287 méteres tengerszint feletti magasságban, a Száva déli partján és a Motajica-hegység északi nyúlványain található.

## Népessége
| Nemzetiségi csoport | Népesség 1991 | Népesség 2013 |
| ------------------- | ------------- | ------------- |
| Szerb               | 764           | 534           |
| Bosnyák             | 2             | 2             |
| Horvát              | 8             | 8             |
| Jugoszláv           | 17            | 0             |
| Egyéb               | 6             | 9             |
| Összesen            | 797           | 553           |

## Története
A térség 1535/36-ban került oszmán uralom alá, amikor Huszrev bég elfoglalta Kobaš és Levač várait, és átkelt Szlavóniába seregével. Ekkor ez a terület a Kobaši kádiluk, a Banja Luka-i vijalet és a Boszniai Szandzsák része lett. Később a kadiluk székhelyét Kobašból Banja Lukába helyezték át, Kobaš pedig az alsóbb közigazgatási egységek (kapitányság, megye, járás) székhelye volt. Az osztrák-török háború (1716-18) a pozsareváci békeszerződéssel ért véget, amelyet 1718. június 21-én írtak alá Pozsarevácon. Ausztria megkapta Bijeljinát és a Szávától délre egy keskeny sávot (Brčko, Bosanski Brod, Kobaš, Dubica és Furjan). Abban az időben számos menekült és száműzött érkezett Szlavóniából, Macsóból (Szabács és Loznica) és a Birodalom más elveszett területeiről a kobaškai kapitányságba és Bosznia északi részébe. 1723-ban az osztrák betörések miatt a kapitányság székhelyét Kotorba (a mai Kotor-Varoš) helyezték át.
Az egykori Kaoci település a jelenlegitől 4-5 kilométerre, a Motajica-hegység lábánál terült el. Az 1716-1718-as háborúkban Törökország elvesztette a Száva folyótól délre eső terület egy részét, így Trstenci, Kobaš, Kaoci, Bosanski Svinjar, valamint a mai Bajinci, Dolina települések Ausztriához, Lepenica, Brezovljani, Nožičko, Lilić pedig Törökországhoz kerültek. Az oszmán-osztrák háború (1736-1739) után a határ visszakerült a Száva folyóhoz.
A 19. században ezekben a régiókban erősödött a nép ellenállása a török uralommal szemben és nőtt a Szerbiával való egyesülés szükségességének tudata, ami különösen a boszniai felkelés (1875-1878) idején nyilvánult meg. Az 1875-ös szerb törökellenes felkelés egyik neves résztvevője, Stanko Bogosavac Kaociban született.
A térség 1878-ig tartozott az Oszmán Birodalomhoz, ekkor a berlini kongresszus határozata alapján az Osztrák-Magyar Monarchia része lett. 1879-ben az első osztrák-magyar népszámlálás során a Prnjavori járáshoz tartozó településnek 47 háztartása és 297 ortodox lakosa volt.1910-ben a Prnjavori járáshoz tartozó településen 30 háztartást, 162 görög katolikus és 16 római katolikus lakost találtak. A monarchia szétesésével 1918-ban előbb a Szerb-Horvát-Szlovén Királyság, majd 1929-től a Jugoszláv Királyság része. 1921-ben a községnek 34 háztartása és 192 lakosa volt. Az 1929-es törvény értelmében, amikor Bosznia-Hercegovinát négy banovinára, Drinskára, Vrbaskára, Zetskára és Primorskára osztották, a település a Vrbaska banovina része lett, amelynek székhelye Banja Luka volt Jugoszlávia megszállása után a Független Horvát Állam (NDH) része lett. A második világháború után a település a szocialista Jugoszláviához tartozott. A háború után a lengyel lakosság visszatelepült Lengyelországba, míg az ukránok főként a Vajdaság nagyobb településeire költöztek, részben pedig idővel asszimilálódtak. A daytoni békeszerződést követő területfelosztásnál a település Srbac község részeként a Szerb Köztársaság területéhez került.

## Gazdaság
A lakosság főként mezőgazdasággal foglalkozik, a település gyümölcsösökben rendkívül gazdag.

## Oktatás
A településen a Jovan Jovanović Zmaj Általános Iskola négyosztályos területi iskolája működik.

## Kultúra
- A Ljeskov Konak kirándulóhelyen Srbac község turisztikai szervezete minden évben megrendezi a „Srbac-Kaoci Hajduk” találkozókat, amely a török uralom elleni felkelés hősének, Stanko Bogosavacnak és a vidék lakói találkozóinak emlékeit idézi.[4]

- Kaociban található egy 1922-ből származó hagyományos szerb ház is, amelyben korábbi időkből származó tárgyakat őriztek.[4]

## Turizmus
Az önkormányzat törekvései alapján nagy potenciál rejlik a falusi turizmusban, hiszen a település legnagyobb része falusias jellegű. A turizmus szempontjából különösen vonzó helyek találhatók a Motajica-hegység lábánál fekvő településen.

## Nevezetességei
A „Ljeskov konak” piknikezőhely egy nagy mogyorófa ültetvényről kapta a nevét. Minden évben itt rendezik meg a „Hajdučki susreti” rendezvényt, valamint egy két kilométer hosszú erdei ösvény is található itt, amelyen gombát és gyógynövényeket szedhetnek a túrázók. Az ingatlanon található egy 1922-ben épült régi családi ház is, ahol különféle, több mint egy évszázados tárgyakat őriznek. Érdekesség, hogy a kaoci birtokon van egy 100 éves kút is, amelyből a régi kaoci lakosok látták el magukat ivóvízzel. A terület, ahol a kirándulóhely található, körülbelül 60 hektáron terül el, Milutin Bogosavac magántulajdona. Három egységből áll: a háztartásból, a sport-rekreációs részből és az erdősávból. A háztartás tagjai Milutin (nyugalmazott agronómus) és Desanka (biológiatanár). Bogosavac a gyümölcs- és zöldségfélék, valamint a hús- és húskészítmények előállításával, valamint gomba- és gyógynövénygyűjtéssel foglalkozik. Az ingatlanon (három gyümölcsösben) több mint ezer féle gyümölcsfát nevelnek, emellett van egy kisebb kecskenyáj és egyéb háziállatok is. Az összes kínált élelmiszer természetes módon készül. Maga a piknikezőhely környezete rendkívül gazdag vadfajtákban, ehető gombákban, erdei gyümölcsökben és kivételes minőségű forrásvízben.

## Fordítás
- Ez a szócikk részben vagy egészben  a(z)   Каоци című szerb Wikipédia-szócikk ezen változatának fordításán alapul.  Az eredeti cikk szerkesztőit annak laptörténete sorolja fel. Ez a jelzés csupán a megfogalmazás eredetét és a szerzői jogokat jelzi, nem szolgál a cikkben szereplő információk forrásmegjelöléseként.